# Martin-Leo Hansmann
Martin-Leo Hansmann (* 18. Oktober 1949 in Halle) ist ein deutscher Pathologe und seit 1996 Professor am Universitätsklinikum Frankfurt am Main.

## Leben
Hansmann studierte die Fächer Biologie und Humanmedizin. Er legte sein Diplom 1974 im Fach Biologie ab. 1977 bestand er das medizinische Staatsexamen an der Universität Bonn. Zwischen 1979 und 1990 war er wissenschaftlicher Mitarbeiter am Institut für Pathologie der Christian-Albrechts-Universität in Kiel. Dort wurde er 1982 auch promoviert. Es folgte die Habilitation im Jahr 1987. Von 1990 bis 1996 war er Professor am Institut für Pathologie an der Universität zu Köln. Danach wurde er Professor am Universitätsklinikum in Frankfurt am Main und leitete dort bis April 2018 auch das Dr. Senckenbergische Institut für Pathologie.

## Forschungsarbeit
Hansmanns Hauptaugenmerk liegt auf der Hämatopathologie und der molekularpathologischen Untersuchung der malignen Lymphome; speziell die Untersuchung des Hodgkin-Lymphoms. Zudem arbeitet er an der molekularen Analyse von Einzelzellen mit Mikrodissektionstechniken und an der Aufdeckung der Transformations- und Interaktionsmechanismen dieser Zellen. Durch seine Forschungen leistete er entscheidende Beiträge zur B-Lymphozyt-Entwicklung und half so, die Natur der Hodgkin-Zellen aufzuklären.

## Auszeichnungen und Mitgliedschaften
2001 erhielt Hansmann den Preis der Deutschen Krebshilfe. Dieser wurde ihm zusammen mit Klaus Rajewsky und Ralf Küppers verliehen.
2008 wurde ihm die durch die Universität Athen die Ehrendoktorwürde zugesprochen.
Seit 2010 ist er Mitglied der Leopoldina.

## Schriften (Auswahl)
- Ultrastrukturelle Befunde beim Morbus Hodgkin.  s. n., s. l. 1981, OCLC 14553259, (Kiel, Universität, Dissertation, 1981).
- mit Ursula Opterweidt: Darstellung des immunelektronenmikroskopischen Reaktionsmusters der monoklonalen Antikörper Ki-T1R, Ki-E1R und Ki-M2R unter Verwendung dreier immunhistochemischer Verfahren. s. n., s. l. n. a., OCLC 257882599.
- mit Wolf Otto Bechstein, Christoph Wullstein, Christina Maria Zapletal, T. Dorsch, Susanne Kriener: Häufigkeit und Relevanz der Steatohepatitis bei Patienten mit kolorektalen Lebermetastasen. GMS German Medical Science, Düsseldorf 2008, OCLC 663872143, (Meeting Abstract).
- mit Christian Vorländer, Nora Hinsch, Robert A. Wahl: QPRT – ein neuer Marker in der Diagnostik von follikulären Schilddrüsenkarzinomen.  s. n., Berlin 2008, OCLC 838564135.